# Armatura

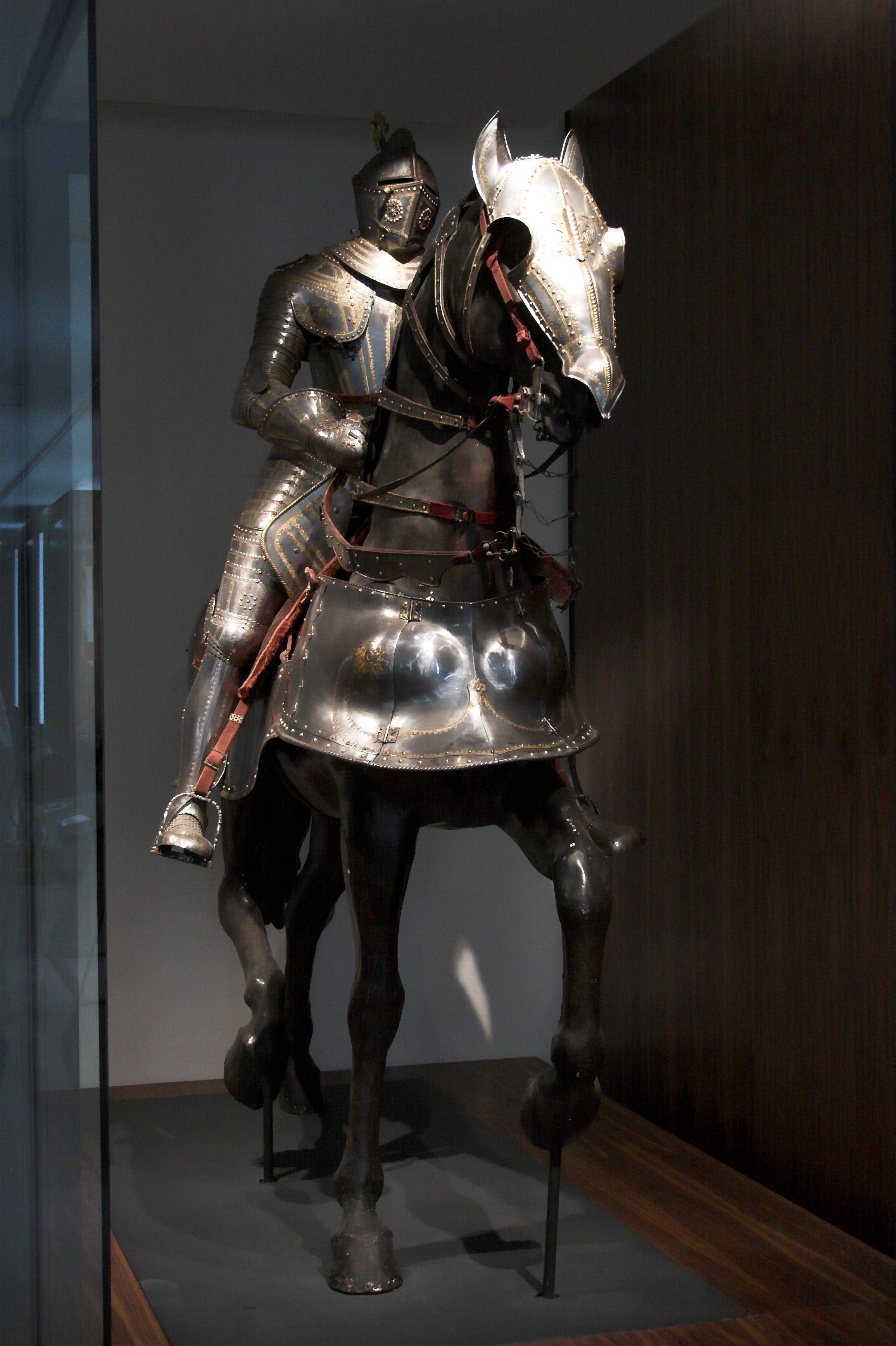
Cavaliere in armatura a piastre su cavallato bardato.

Un'armatura (s.f., dal latino armatura, derivato dal verbo armāre, "armare") è un equipaggiamento protettivo utilizzato per difendere il corpo di un essere umano in uno scontro, sia quest'ultimo d'ambito bellico o civile (per esempio in caso di una sommossa). 
Nel corso della storia dell'uomo, l'armatura si è evoluta parallelamente all'aumento dell'efficacia delle armi sul campo di battaglia, generando così una corsa gli armamenti che coinvolgeva varie civiltà per dare la miglior protezione senza gravare sull'agilità dei soldati; i primi esemplari vennero prodotti a partire dal XIII secolo avanti Cristo, in concomitanza con la storia della pratica bellica e vide l'umanità fare ricorso ai più disparati elementi per realizzare le pezze protettive: semplici strati di pelliccia, cuoio ed osso, poi metalli sempre più robusti (bronzo, ferro e acciaio), arrivando infine alle fibre sintetiche come il kevlar.
Le tipologie di armature sviluppate dall'umanità, sono state, soprattutto nel continente eurasiatico e sino al XVII secolo, del tipo più disparato: come ad esempio la panoplia degli opliti greci, la cotta di maglia dei Celti, la lorica segmentata del legionario romano imperiale.

## Storia

### Età antica

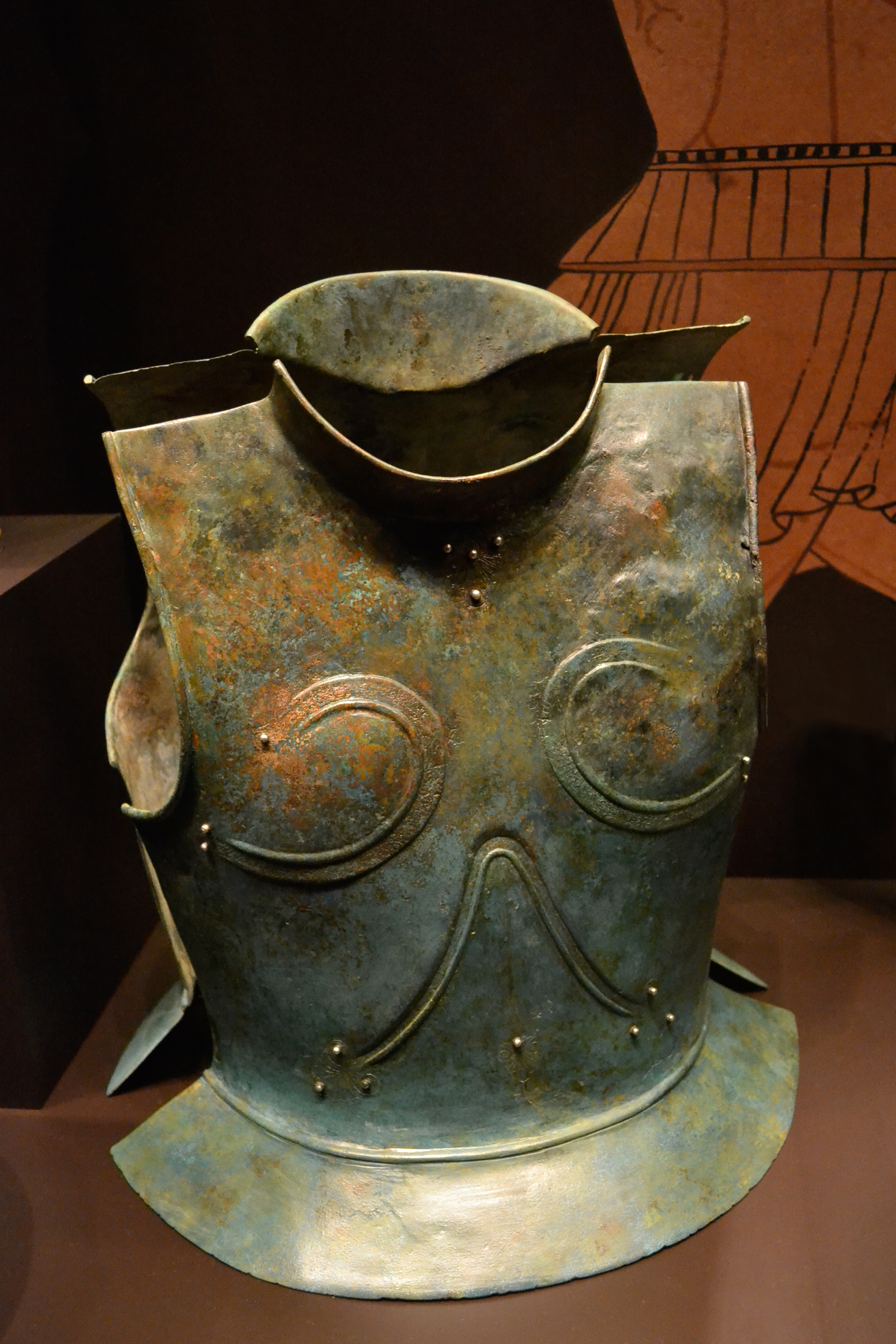
Corazza greca arcaica (620–580 a.C.).

Nella Grecia antica, l'oplita portava una corazza (in greco θώραξ / thorax) metallica a due piastre per la protezione del busto e gli schinieri (κνημῖδες / knemides) per proteggere le gambe. L'elmo (κράνος / kranos), ornato di cimiero, copriva l'intera testa ed era equipaggiato di protezione nasale. Portava inoltre uno scudo (ἀσπίς / aspís) in legno, rotondo e di grande taglia, con al centro una borchia di metallo per maggiore solidità. L'armatura era realizzata in bronzo. La cotta di maglia ebbe larga diffusione in Europa tra IV e III secolo a.C., quando cioè le bande armate dei Celti si sparsero in lungo e in largo per il continente, raggiungendo il Mediterraneo e la Penisola Anatolica.
L'esercito romano adottò vari tipi di armature. La corazza a struttura rigida col tempo lasciò il posto alla lorica, che poteva essere a scaglie di metallo (lorica squamata), a placche di metallo lorica segmentata e in maglie di metallo (lorica hamata). Gli scudi più diffusi furono il clipeus di foggia rotonda e lo scudo incurvato rettangolare. Completavano l'armatura gli schinieri e l'elmo, di varie fogge, che lasciava scoperto il viso.

### Medioevo
Durante il basso medioevo la base dell'armatura era generalmente costituita da una maglia di metallo detta "Usbergo", alla quale furono gradualmente aggiunte piccole piastre o dischi addizionali per difendere aree vulnerabili. Nel XIV secolo le ginocchia furono coperte con acciaio e due dischi circolari furono applicati alle giunture delle braccia per fornire protezione in assetto da guerra. La piccola protezione del cranio si evolse in un grosso elmo: la parte posteriore fu infatti allungata per coprire il retro del collo e i lati della testa. Ulteriori piastre di acciaio furono poi sviluppate per proteggere stinchi, piedi, gola e il torace, e presto (a metà del XIV secolo) molte parti della maglia furono coperte da queste piastre protettive. La fase successiva vide le piastre coprire tutte le parti della maglia. Nella seconda metà del XIV secolo furono inoltre introdotti svariati tipi di elmo.
Nel XV secolo, quasi ogni parte del corpo era ricoperta da piastre d'acciaio specifiche, tipicamente portate sopra vestiti di lino o lana e attaccati tramite cinghie e fibbie. Nelle zone in cui applicare un'armatura rigida era impossibile (ad esempio il retro del ginocchio) si utilizzavano maglie (maille) di acciaio costituite da anelli fissati tra loro. Altri famosi componenti dell'armatura a piastre sono l'elmo, i mitteni (guanti), la gorgiera, la piastra frontale, i cosciali e gli schinieri.
Normalmente l'armatura completa era confezionata su misura. Spesso l'armatura recava, all'interno, mostrine militari, visibili al solo cavaliere. Chiaramente richiedeva molte ore di lavoro e grosse spese: costava, in proporzione, circa quanto una casa o una macchina di lusso del giorno d'oggi. Solo i nobili e i proprietari terrieri potevano quindi permettersela, mentre i soldati di basso rango utilizzavano corazze più economiche (quando erano in grado di comprarle, per lo meno). Di solito esse comprendevano un elmo e una piastra frontale.
L'armatura completa rendeva il soldato quasi inattaccabile dai colpi di spada, fornendo inoltre una discreta protezione contro frecce, mazze e colpi dei primi moschetti. Anche se le lame delle spade non erano in grado di penetrare la piastra (di solito spessa circa 2 mm), i colpi potevano causare seri danni da concussione. La tattica che si utilizzò per contrastare i cavalieri sempre più corazzati consistette infatti nell'utilizzo di armi da impatto, come mazze e martelli da guerra. Esse erano in grado di infliggere fratture, emorragie, e traumi cranici. Un'altra tattica consisteva nel mirare agli interstizi tra le piastre, usando daghe per attaccare gli occhi o le giunture del cavaliere.
Al contrario di quanto spesso si crede, un'armatura da battaglia medievale (più pratica delle versioni iniziali "da cerimonia" e "da giostra" popolari presso la nobiltà a fine Medioevo) non ingombrava il cavaliere più delle protezioni che si utilizzano oggi. Un cavaliere corazzato (addestrato fin da bambino a portarla) poteva facilmente correre, strisciare, salire scale, montare e smontare da cavallo senza ricorrere ad argani (una leggenda probabilmente derivante da una vecchia commedia inglese risalente circa al 1830, resa popolare da Mark Twain in Un americano alla corte di re Artù). Si stima che una corazza completa a piastre medievale pesasse mediamente poco più di 27 kg, considerevolmente più leggera dell'equipaggiamento portato dalle truppe d'élite degli eserciti contemporanei (ad esempio i militari del SAS britannico sono addestrati a portare più di 90 kg per molti chilometri). In media negli eserciti contemporanei i soldati portano 30 kg di bagaglio in combattimento.
Anche per i cavalli furono sviluppate delle bardature a piastre d'acciaio allo scopo di ripararli dalle lance e dalle armi della fanteria. Oltre a fornire protezione, ciò rendeva più impressionante e intimidatorio il cavaliere. Bardature elaborate erano anche utilizzate come corazze da parata. In Italia le principali collezioni pubbliche d'arme, sono oggi visitabili presso il museo Stibbert di Firenze, o l'armeria reale di Torino, mentre alcune collezioni private minori, si trovano presso castello Coira, castello di Bracciano, o castello Gallelli.

### Età moderna

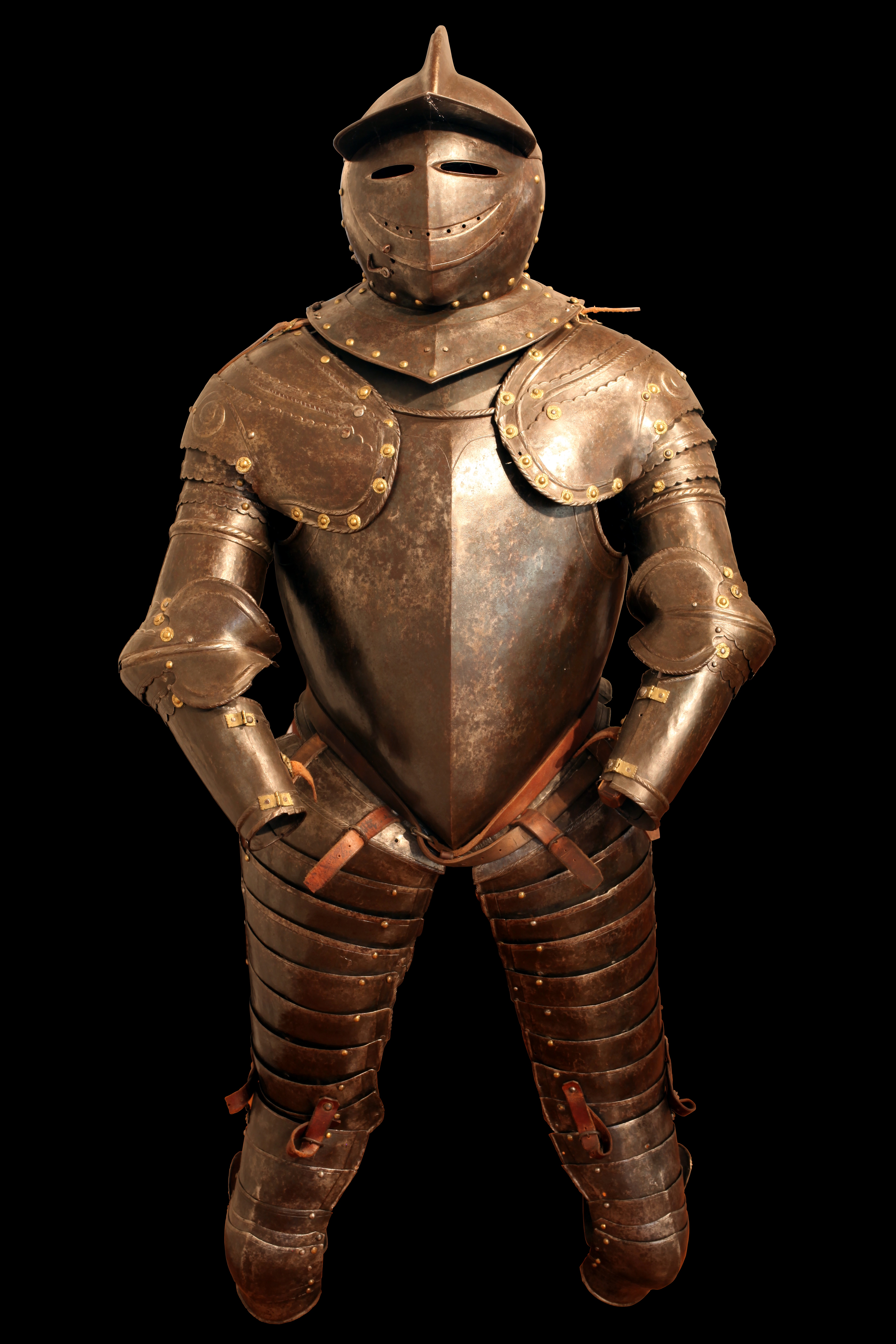
Armatura da corazziere in stile savoiardo, risalente al 1600-1620.

L'armatura a piastre è probabilmente il più noto esempio di corazza al mondo, essendo associata ai cavalieri dell'Europa tardo-medievale. Il suo utilizzo è continuato in tutta Europa anche nel XVI e XVII secolo. Unità di cavalleria pesante (corazzieri) continuarono a usare piastre per il torace e per la schiena fino agli inizi del XX secolo.
Normalmente si crede che l'armatura a piastre svanisca dai campi di battaglia subito dopo la comparsa delle prime armi da fuoco. Ciò non è del tutto vero. Alcuni rozzi cannoni erano infatti già utilizzati prima che l'armatura a piastre diventasse la norma. Già intorno al XV secolo, infatti, alcuni cavalieri usavano un "cannone portatile". Migliori balestre e armi a canna lunga (predecessori dei moschetti) cominciarono a infliggere serie perdite alle unità equipaggiate con cotte di maglia e corazze a piastre semplici. Anziché comportare l'abbandono di tali protezioni, il pericolo costituito dalle armi da fuoco comportò un maggiore uso e un miglioramento tecnologico delle corazze. Per circa 150 anni si continuarono quindi a utilizzare corazze, la cui efficacia era aumentata dagli accorgimenti metallurgici e dall'ottimizzazione della struttura.
All'alba del loro utilizzo, le armi da fuoco erano costituite da pistole e moschetti, che sparavano proiettili a velocità relativamente bassa. Armature complete o piastre per il torace erano in grado di assorbire colpi provenienti da una certa distanza. Una prova standard per le piastre frontali prevedeva proprio l'impatto di un proiettile. Il punto d'impatto era evidenziato da un'incisione per evidenziarlo: tale decorazione era detta "prova" ("proof" in inglese).
Questa protezione permetteva l'utilizzo di tattiche piuttosto spregiudicate. Accadeva infatti che un soldato corazzato a cavallo cavalcasse quasi a ridosso del nemico (in una manovra chiamata "ruota"), per scaricare il proprio cannone portatile o, in seguito, la pistola, dritto in faccia ai nemici da distanza ravvicinata.
Una buona armatura era in grado di fermare dardi di balestra e i proiettili sparati non a bruciapelo. In realtà, quindi, l'armatura a piastre sostituì quella a cotta di maglia perché relativamente "a prova di palla di moschetto". Armi da fuoco e cavalleria furono quindi avversari equilibrati sul campo di battaglia per quasi 400 anni. Durante questo periodo, corazzieri potevano combattere pur sotto il fuoco di moschettieri senza correre rischi intollerabili. Corazze complete furono inoltre utilizzate da generali e comandanti di stirpe reale fino al secondo decennio del Settecento. Questo era infatti il modo più pratico per osservare il campo di battaglia da cavallo restando protetti dal fuoco dei moschetti nemici.
Gradualmente, a partire dalla metà del XVI secolo, un elemento dopo l'altro fu rimosso per ridurre il peso per la fanteria; piastre frontali e posteriori furono utilizzate dal XVIII secolo (ai tempi di Napoleone) fino all'inizio del XX secolo in molte unità di cavalleria pesante europee. Fucili e moschetti da circa metà del XVIII secolo in avanti erano in grado di penetrare le corazze, quindi la cavalleria era costretta a stare più attenta al fuoco nemico. All'inizio della prima guerra mondiale migliaia di corazzieri francesi cavalcarono contro la cavalleria tedesca, anch'essa recante elmo e corazza. A quell'epoca, la piastra luccicante era coperta da vernice scura e una copertura di tessuto copriva gli elaborati elmi di stile napoleonico. L'armatura era progettata per proteggere solo contro sciabole e lance leggere. La cavalleria doveva prestare attenzione ai fucili ad alta velocità e alle mitragliatrici come i soldati appiedati, che avevano però trincee per proteggersi. Il regio esercito italiano adottò occasionalmente semplici tipi di armatura pesante, come la corazza Farina.

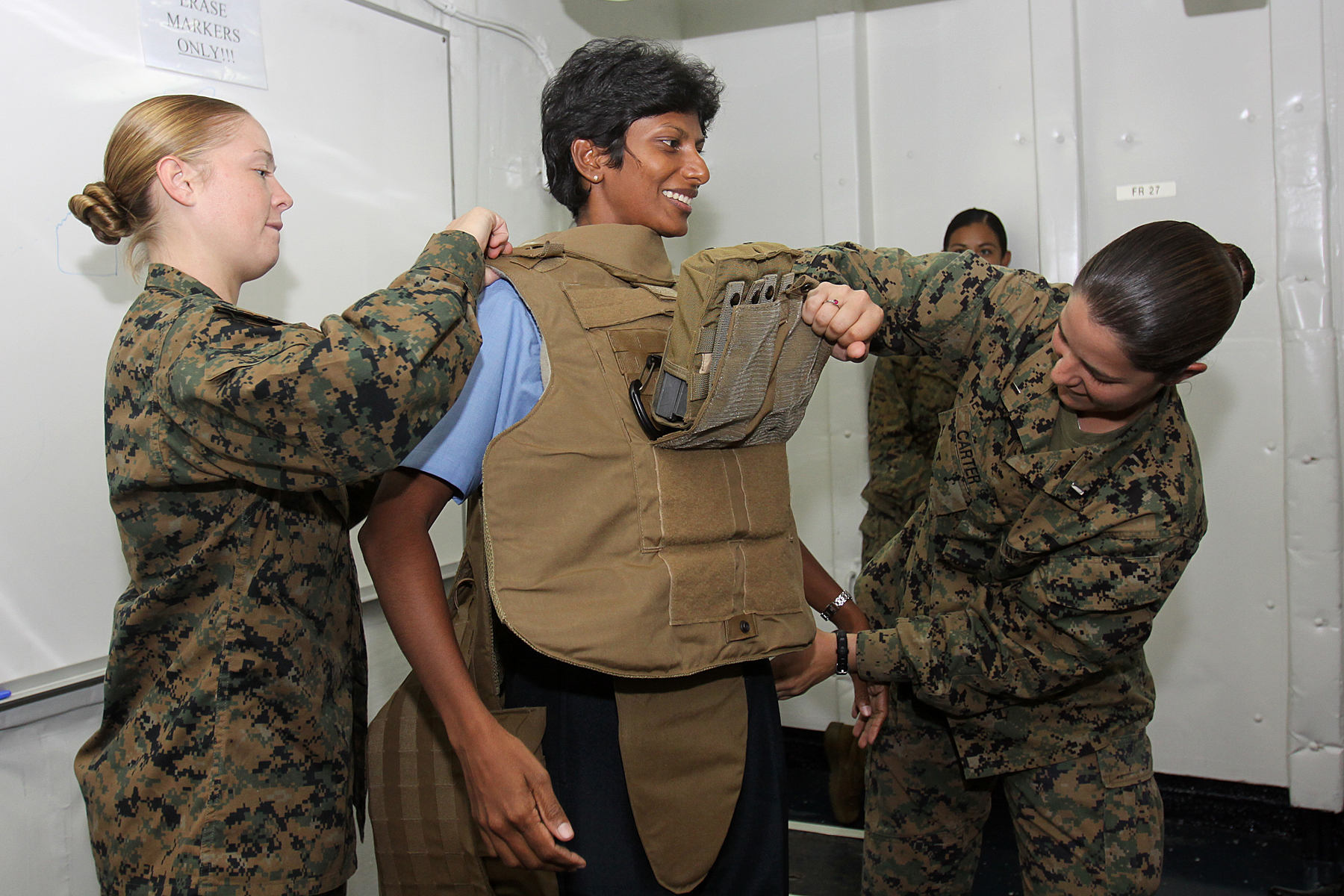
Militari United States Marines nel luglio 2010 aiutano una marinaia della Sri Lanka Navy ad indossare una Modular Tactical Vest

### Uso contemporaneo di protezioni non metalliche
I soldati (e gli agenti di polizia, oltre alle guardie giurate, e i corrispondenti di guerra) usano piastre di metallo o ceramiche nei giubbotti antiproiettile, che forniscono protezione aggiuntiva contro proiettili di pistola e fucile. Componenti metalliche o strati di fibra tessuti in modo fitto possono conferire ad armature morbide la resistenza ad attacchi di punta e taglio con coltelli da combattimento e coltelli-baionetta. Guanti corazzati in cotta di maglia sono tuttora utilizzati da macellai e operatori di macelli per evitare ferite tagliando carcasse.

## Descrizione ed utilizzo
Consta di un insieme di armi bianche difensive preposte alla difesa passiva delle varie parti del corpo: l'elmo per il cranio, la corazza per il torace ed apposite protezioni per gli arti (schiniere, bracciale, guanto d'arme, ecc.). A queste componenti, solitamente chiamate "pezze", si assomma poi lo scudo, arma bianca di difesa attiva.
L'armatura veniva comunemente utilizzata anche per proteggere gli animali da guerra, come il cavallo e l'elefante da guerra. L'insieme delle pezze d'armi utilizzate per proteggere il cavallo era chiamato "Barda". Particolari armature sono state poi sviluppate per quei cani da caccia impiegati in pratiche venatorie particolarmente rischiose quale è, ad esempio, la caccia al cinghiale.

## Versioni nel mondo

### Cina
Le prime significative tracce di armatura sul territorio della Cina datano al tempo della Dinastia Zhou. Si trattava di primitive corazze prive di manica, realizzate con materiale di provenienza animale: cuoio di rinoceronte o bufalo (armatura tipo gé jiǎ - 革甲) o pelle bollita (armatura tipo wei jia). Spesso, la pelle veniva ricoperta con della lacca per aumentarne la resistenza ai colpi ed alle intemperie.

### Giappone
In Giappone, l'uso dell'armatura sviluppò relativamente tardi: nel IV secolo. Ciò non di meno, le peculiarità tecniche ed estetiche delle armature prodotte nel Sol Levante, utilizzate sia dalla casta guerriera per eccellenza, i samurai, sia dalle milizie (ashigaru), le rende ad oggi uno dei settori più studiati della tradizione bellica nipponica.